# Nikolaï Varbanov
Nikolaï Varbanov, (en bulgare : Николай Върбанов), né le 6 juin 1985 à Ljaskovec, en Bulgarie, est un joueur bulgare de basket-ball, évoluant au poste de pivot. 